# Куртнаские озёра
Куртна (эст. Kurtna) — богатый озёрами регион в Эстонии в волости Иллука. Ландшафт сформирован во время ледникового периода.
На территории около 30 км² расположено 42 озера площадью от 0,1 до 136 гектаров. Берега озёр популярны как места отдыха и купания как среди местных жителей, так и среди путешественников. Проще всего найти по указателям озёра Лийвъярв и Мартикска.
В озёрном краю есть туристический маршрут, проходя по которому можно увидеть 11 озёр. Тропа начинается и заканчивается у озера Мартиска на парковке возле площадки для костров. Обозначенная тропа проходит по ландшафтному заповеднику Куртна и знакомит с различными растительными сообществами, ландшафтными формами и типами озёр. Общая длина туристической тропы составляет 12 км, На тропе около озёр подготовлены площадки для костров и отдыха, при желании можно и искупаться.
Озёрный комплекс Куртна — это популярная зона отдыха. Для купания рекомендуются озера Нымме, Лийвъярв и Ряэкъярв. Вблизи озера Консу оборудованы место для палаток, на его берегу планируется постройка места для отдыха. От озера Панньярв начинаются лесные тропы, предназначенные для велосипедного спорта, бега и скандинавской ходьбы. Зимой прокладывается лыжня.
В 1930-х годах и во время Второй мировой войны на месте современного молодёжного лагеря в Куртна располагался военно-тренировочный лагерь, а на берегу озера Ныммъярв находился дом офицеров. С военного времени остались фрагменты старых окопов и следы воронок от снарядов.
Рыба: щука, окунь, плотва, имеются раки.
Леса богаты ягодами и грибами.

## Галерея

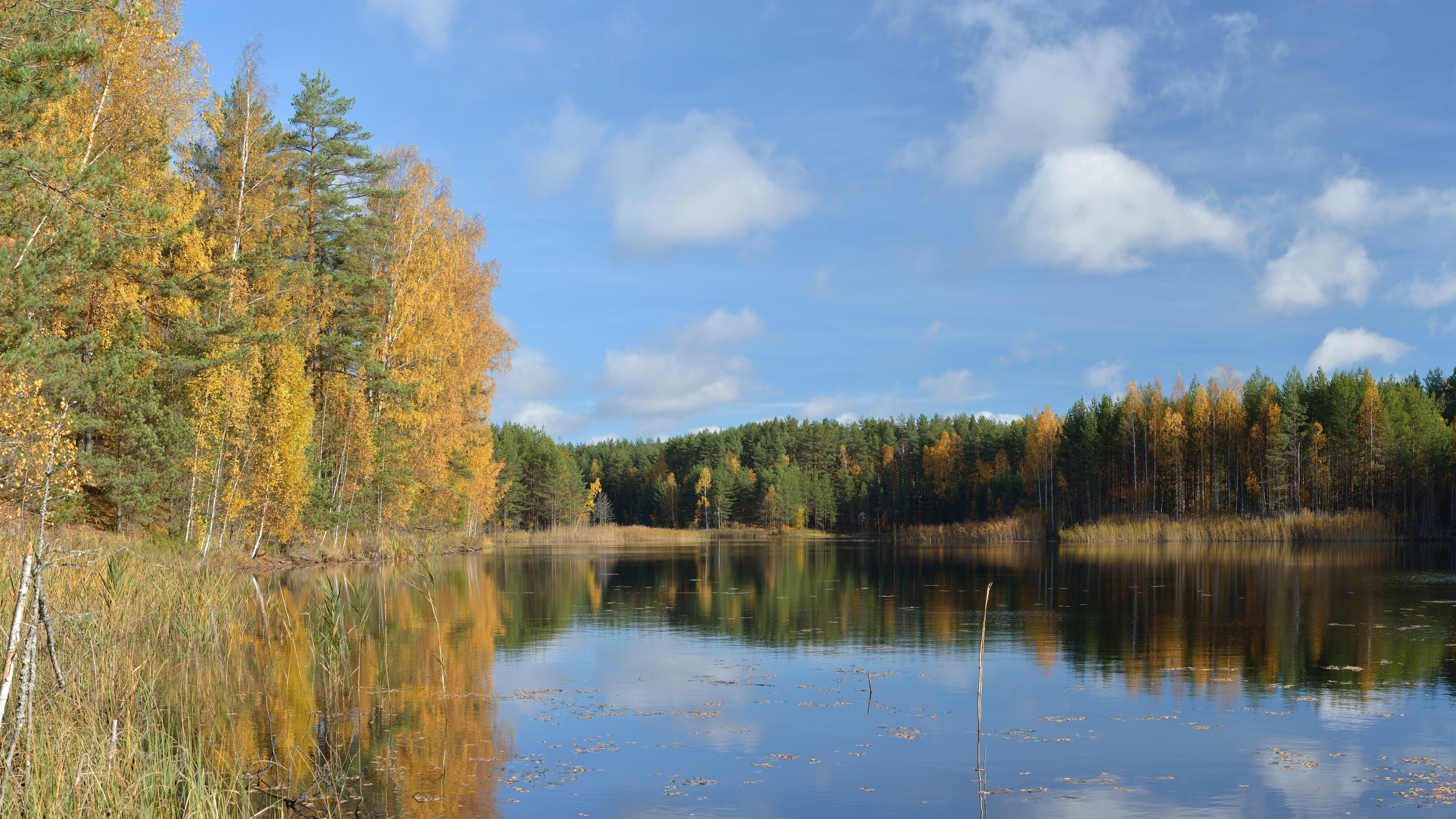
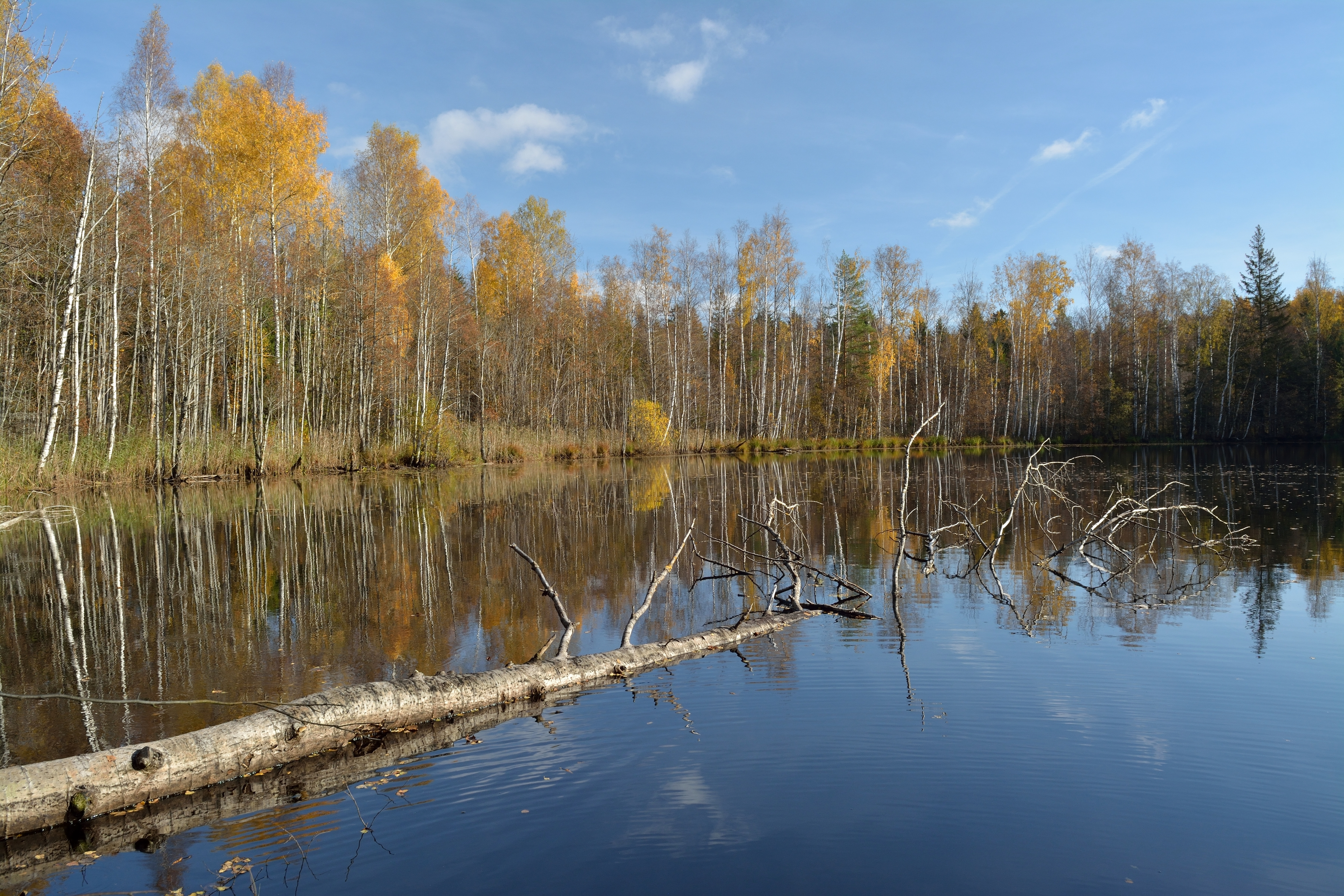
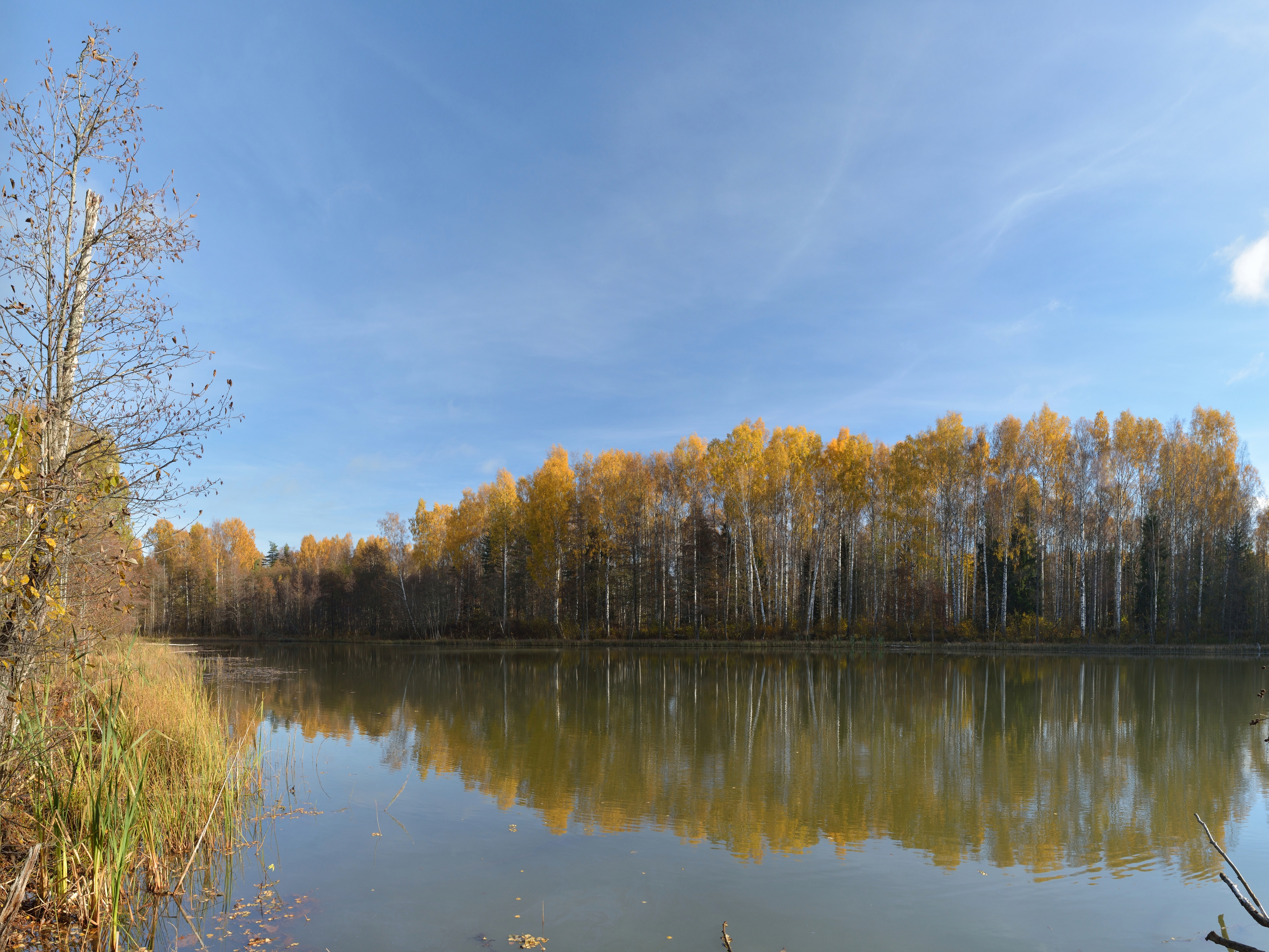
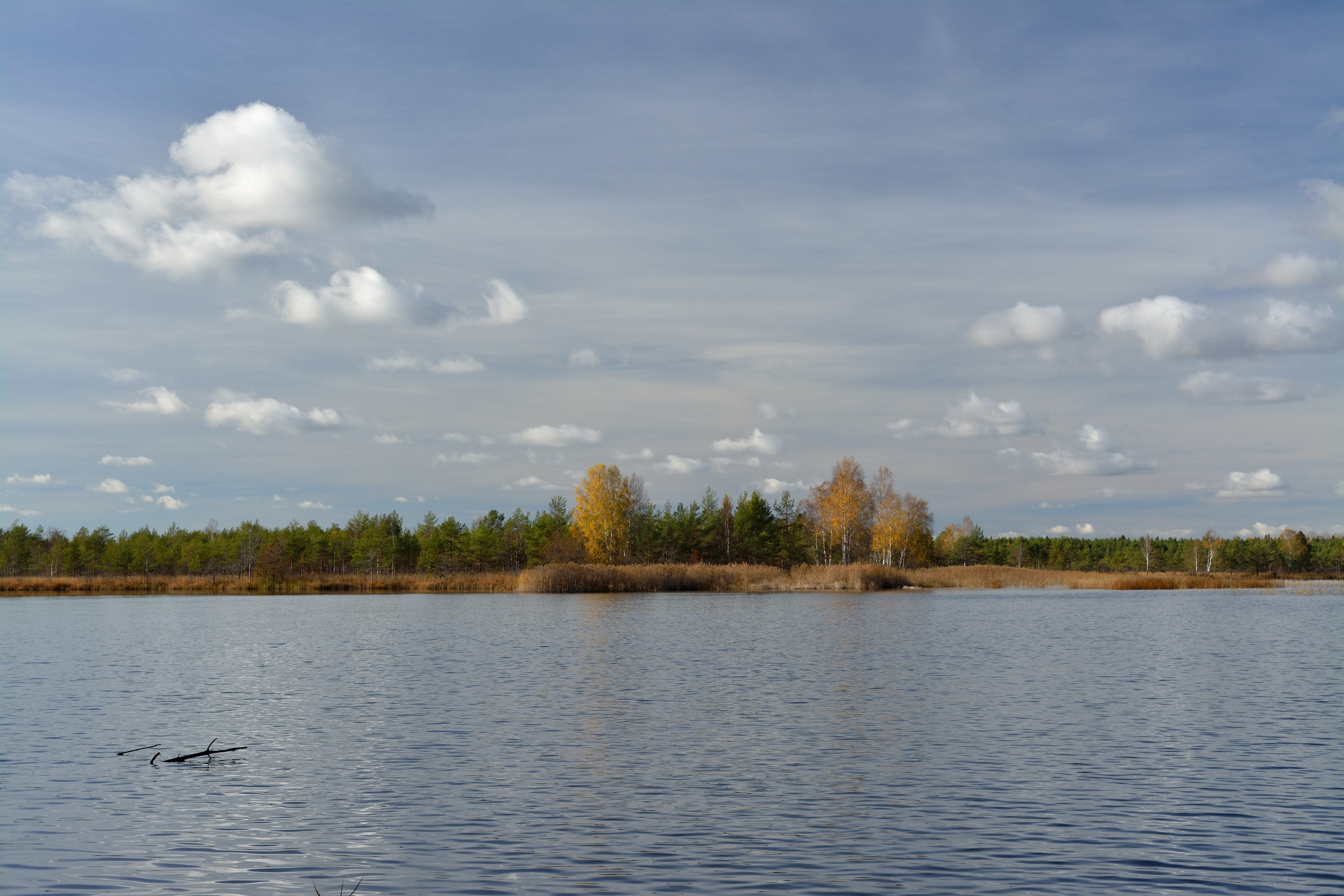